# Municipio de Nore
El municipio de Nore (en inglés: Nore Township) es un municipio ubicado en el condado de Itasca en el estado estadounidense de Minnesota. En el año 2010 tenía una población de 57 habitantes y una densidad poblacional de 0,6 personas por km².

## Geografía
El municipio de Nore se encuentra ubicado en las coordenadas 47°46′48″N 94°23′1″O / 47.78000, -94.38361. Según la Oficina del Censo de los Estados Unidos, el municipio tiene una superficie total de 94.51 km², de la cual 94,12 km² corresponden a tierra firme y (0,41 %) 0,39 km² es agua.

## Demografía
Según el censo de 2010, había 57 personas residiendo en el municipio de Nore. La densidad de población era de 0,6 hab./km². De los 57 habitantes, el municipio de Nore estaba compuesto por el 89,47 % blancos, el 8,77 % eran amerindios y el 1,75 % eran de una mezcla de razas. Del total de la población el 3,51 % eran hispanos o latinos de cualquier raza.